# Liste der Naturdenkmale in Manderscheid
Die Liste der Naturdenkmale in Manderscheid nennt die im Gemeindegebiet von Manderscheid ausgewiesenen Naturdenkmale (Stand 11. März 2024).

## Naturdenkmale
| Nr.         | Bezeichnung | Lage                                     | Beschreibung                                                   | Bild                                    |
| ----------- | ----------- | ---------------------------------------- | -------------------------------------------------------------- | --------------------------------------- |
| ND-7231-422 | Burgweiher  | südlich des Ortes im Tal der Lieser Lage | Alter und Neuer Weiher; flächenhaftes Naturdenkmal, ca. 2,5 ha | Direkt Bild zu diesem Denkmal hochladen |